# Materialdatenblatt
Das Materialdatenblatt (kurz MDB) dient dem Nachweis der stofflichen Zusammensetzung eines Bauteils, Halbzeugs, Werkstoffes und Reinstoffes. Die Erstellung und Verwaltung von Materialdatenblättern für die Automobilindustrie findet im IMDS statt.
Für die Erstellung eines Materialdatenblattes gibt es Eingaberichtlinien, die sog. Recommendations. In diesen ist beschrieben, wie ein Materialdatenblatt erstellt werden muss. Das Materialdatenblatt ist hierarchisch aufgebaut: Zuerst wird das Bauteil genannt ist, darunter befinden sich ein oder mehrere Werkstoffe gefolgt von den Reinstoffen, aus denen der Werkstoff besteht. Wurden für die Herstellung des Bauteils Halbzeuge verwendet, so können diese zwischen den Bauteilen und den Werkstoffen dargestellt werden. 
Die erstellten Datenblätter werden an den jeweiligen Kunden gesendet, der das Materialdatenblatt wiederum in sein Materialdatenblatt einbaut. So wird virtuell der Herstellungsprozess von ganzen, komplexen Bauteilen nachgestellt. Am Schluss entsteht ein Materialdatenblatt, das aus vielen Unterbauteilen entstanden ist. Der letzte MDB-Ersteller ist der Lieferant, der das Bauteil und auch das zu gehörige Materialdatenblatt an den Automobilhersteller liefert. Das Materialdatenblatt entsteht also entlang der Lieferantenkette und endet beim Automobilhersteller. Jeder Bearbeiter eines Materialdatenblattes ist für die Richtigkeit seiner Einträge verantwortlich. Ändern sich Werkstoffe oder Gewichte von Bauteilen oder Unterbauteilen, so muss ein neues Datenblatt erstellt und wiederum entlang der Lieferantenkette bis zum Automobilhersteller weitergereicht werden. 
Man unterteilt folgende Gliederung in einem Materialdatenblatt:

## Bauteil (Zusammenbau)
Ein Bauteil (Zusammenbau) kann aus einem Teil bestehen wie z. B. einer Schraube, aber auch, wie bei einem Zusammenbau (ZB) aus mehreren Unterbauteilen, z. B. einer Halterung und einer Schraube usw. Jedes Bauteil besteht wiederum aus einem oder mehreren Werkstoffen, die wiederum aus Reinstoffen bestehen.
Beispiel Schraube: Eine Schraube kann aus mehreren Werkstoffen bestehen – dem Grundwerkstoff Stahl sowie einem galvanischen Überzug (z. B. einer Verzinkung). Darüber können sich als weitere Werkstoffe noch Passivierungen und Öle befinden.

## Halbzeug
Ein Halbzeug stellt ein halbfertiges Produkt dar, das aus einem oder mehreren Werkstoffen besteht. Ein Halbzeug hat kein definiertes Gewicht, sondern wird z. B. als Meterware gehandelt. Ein Beispiel für ein in der Automobilindustrie gebräuchliches Halbzeug ist ein Stahlcoil. Aus diesem werden Teile für die Fahrzeugherstellung ausgestanzt und weiter verarbeitet.

## Werkstoffe
Ein Werkstoff im Sinne des IMDS besteht meist aus mehreren Reinstoffen. So ist z. B. Stahl ein Werkstoff, der neben Eisen noch eine Reihe von Legierungselementen enthält. Handelt es sich dabei um einen Werkstoff, der in einer internationalen Norm beschrieben wird, so müssen im IMDS neben der in der Norm genannten Werkstoffbezeichnung auch die Werkstoffnummer, die in der Norm genannt ist, sowie die Norm selbst angegeben werden.

## Reinstoffe
Ein Reinstoff im Sinne des IMDS besteht entweder aus einem Element aus dem Periodensystem der Elemente oder ist eine chemische Verbindung, wie sie z. B. Salze, Mineralien oder organische Verbindungen darstellen. Die meisten Reinstoffe sind mit CAS-Nummern hinterlegt und damit eindeutig zu identifizieren.

## Hinweis auf die GADSL
Die GADSL ist ein Instrument zur Kommunikation von Stoffverboten in Werkstoffen und dient hier gleichzeitig als Basis zur Kontrolle bei der Freigabe der Materialdatenblätter durch die Automobilhersteller.